# آيرن بايثون
آيرن بايثون (بالإنجليزية: IronPython) تنفيذ لقواعد لغة البرمجة بايثون يستهدف إطار عمل دوت نت ومونو، أنشأه جيم هوغونن. صدرت النسخة 1.0 في 5 سبتمبر 2006. صدرت النسخة 2.0 في 10 ديستمبر 2008.
على الرغم من أن بعض أجزاء آيرن بايثون ولدها مولد كود مكتوب ببايثون، إلا أنه مكتوب بشكل كامل بلغة سي#.

## الحالة وخريطة الطريق
أنشأ جيم هوجونين المشروع وساهم فيه بنشاط حتى الإصدار 1.0 الذي صدر في 5 سبتمبر 2006. تم إصدار IronPython 2.0 في 10 ديسمبر 2008. بعد الإصدار 1.0 تمت صيانته من قبل فريق صغير في مايكروسوفت حتى إصدار 2.7 بيتا 1. تخلت مايكروسوفت عن IronPython (ومشروعها الشقيق IronRuby) في أواخر عام 2010، وبعد ذلك غادر هوجونين للعمل في جوجل. تتم صيانة المشروع حاليًا من قبل مجموعة من المتطوعين في GitHub.
- يستهدف الإصدار 2.0، الذي صدر في 10 ديسمبر 2008، وتم تحديثه إلى 2.0.3 في 23 أكتوبر 2009، CPython 2.5.[6] يتوافق IronPython 2.0.3 فقط مع .NET Framework 3.5.
- الإصدار 2.6، الذي صدر في 11 ديسمبر 2009، وتم تحديثه في 12 أبريل 2010، يستهدف الإصدار 2.6 CPython 2.6.[7] الإصدار IronPython 2.6.1 متوافق ثنائيًا فقط مع .NET Framework 4.0. يجب تجميع IronPython 2.6.1 من المصادر لتشغيله على .NET Framework 3.5. الإصدار IronPython 2.6.2، الذي تم إصداره في 21 أكتوبر 2010، متوافق ثنائيًا مع كل من .NET Framework 4.0 و .NET Framework 3.5.
- تم إصدار الإصدار 2.7 في 12 مارس 2011 وهو يستهدف CPython 2.7.[8]
- تم إصدار الإصدار 2.7.1 في 21 أكتوبر 2011 وهو يستهدف CPython 2.7.[9]
- تم إصدار الإصدار 2.7.2.1 في 13 مارس 2012. وهو يتيح دعم مكتبات تنسيق ملفات ZIP، و SQLite، والملفات التنفيذية المجمعة.[10]
- تم إصدار الإصدار 2.7.4 في 7 سبتمبر 2013.[11]
- تم إصدار الإصدار 2.7.5 في 6 ديسمبر 2014 ويتكون في الغالب من إصلاحات للأخطاء.[12]
- تم إصدار الإصدار 2.7.6 في 21 أغسطس 2016 ويتكون فقط من إصلاحات للأخطاء.[13]
- تم إصدار الإصدار 2.7.7 في 7 ديسمبر 2016 ويتكون فقط من إصلاحات للأخطاء.[14]
- تم إصدار الإصدار 2.7.8 في 16 فبراير 2018 ويتكون من إصلاحات للأخطاء وإعادة تنظيم الشيفرة البرمجية وبنية تحتية محدثة للاختبار (بما في ذلك اختبار مهم على نظام لينكس تحت نظام مونو). وهو أيضًا أول إصدار يدعم .NET Core.[15]
- تم إصدار الإصدار 2.7.9 في 9 أكتوبر 2018 ويتكون من إصلاحات للأخطاء وإعادة تنظيم التعليمات البرمجية. ومن المفترض أن يكون الإصدار الأخير قبل IronPython 3.[16]
- تم إصدار الإصدار 2.7.10 في 27 أبريل 2020 ويضيف دعم .NET Core 3.1.[17]
- تم إصدار الإصدار 2.7.11 في 17 نوفمبر 2020، ويحل المشكلات عند التشغيل على .NET 5.
- تم إصدار الإصدار 2.7.12 في 21 يناير 2022 ويحل المشكلات مع .NET 6 ويزيل دعم [18] NET Core 2.1
- تم إصدار الإصدار 3.4.0 في 12 ديسمبر 2022 وهو أول إصدار يدعم Python 3.x.[19]

## وصلات خارجية
- الموقع الرسمي